# Stockholms kultursällskap för ånga och järnväg

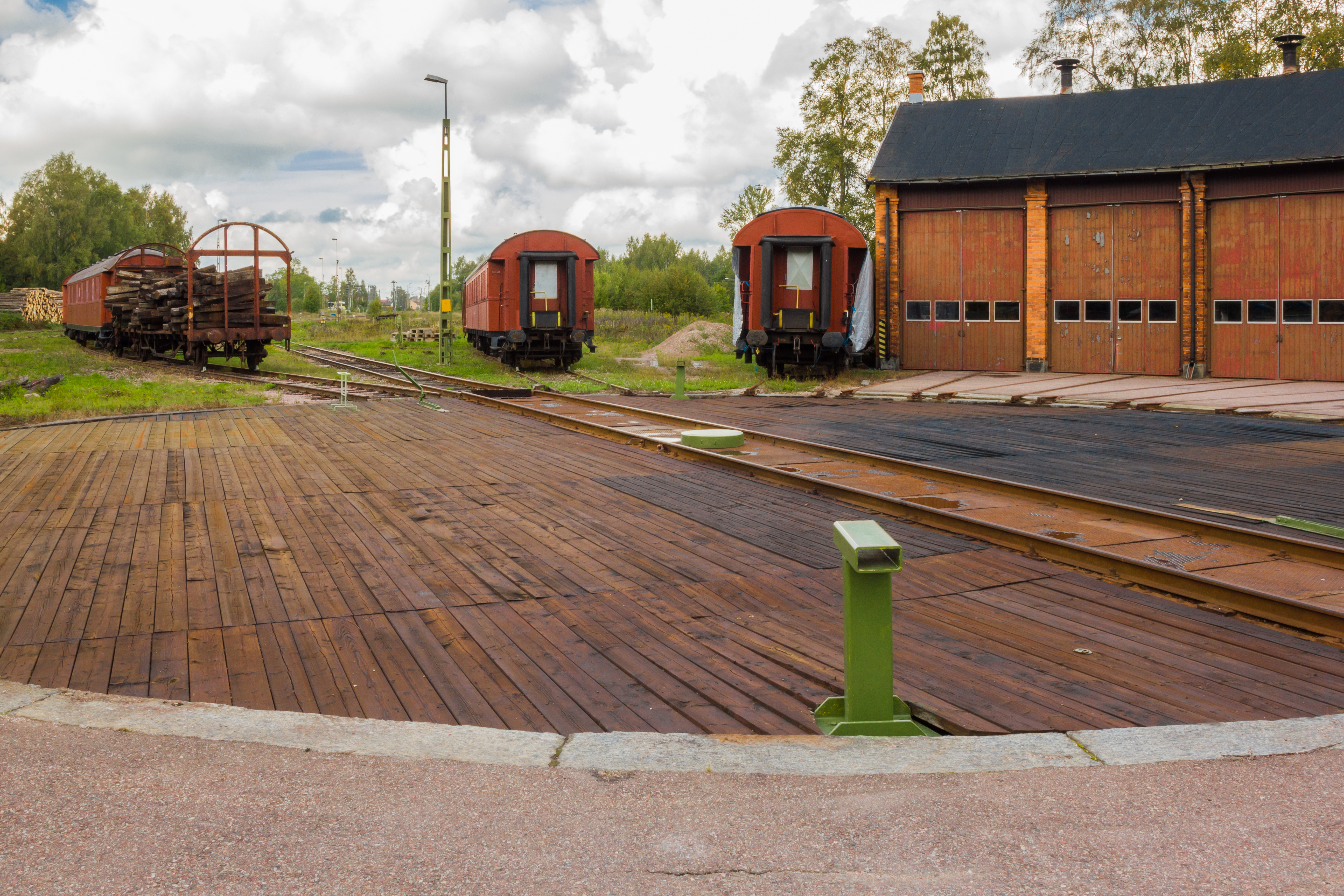
SKÅJ, Krylbo

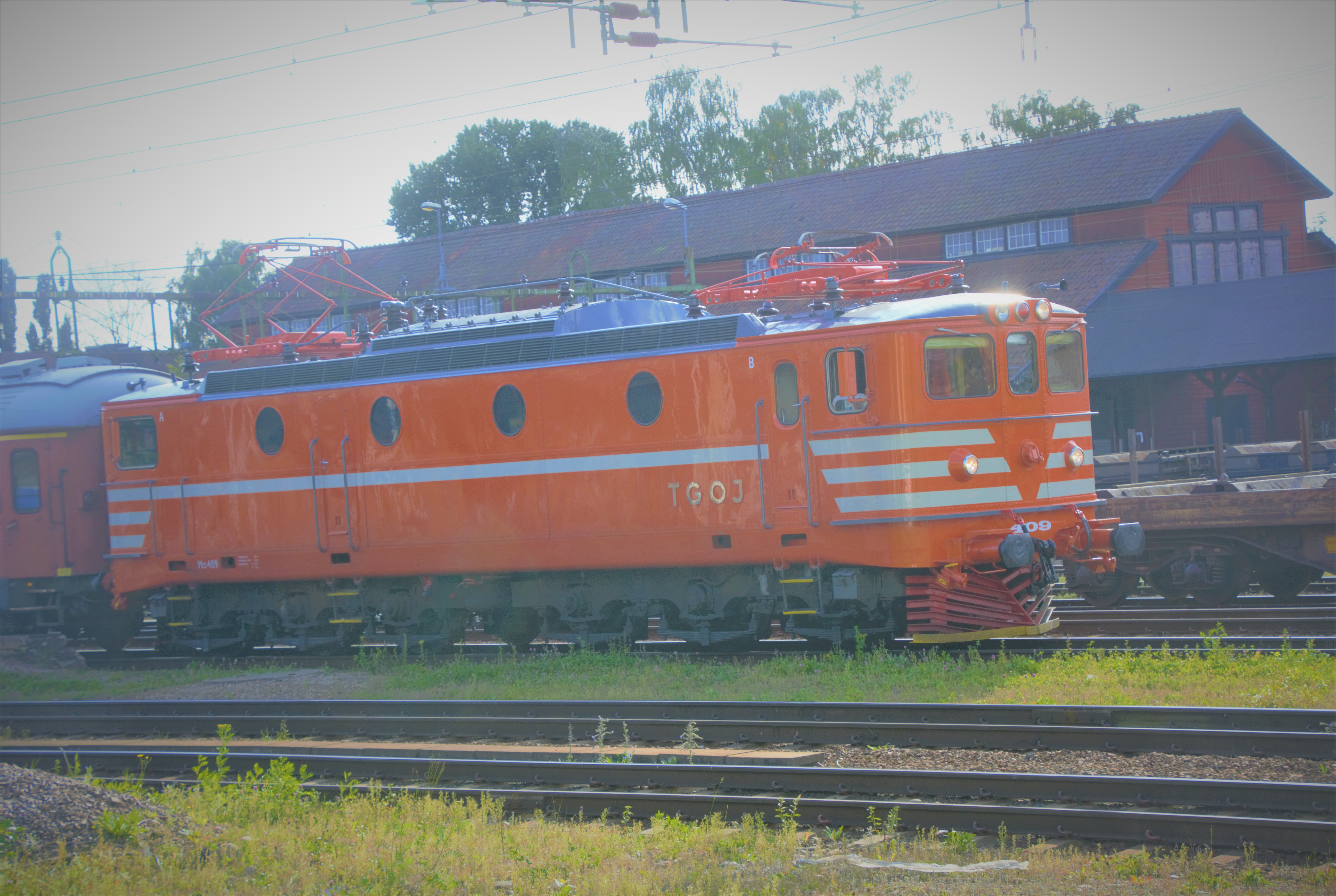
ASEA-tillverkat Ma-lok, tidigare TGOJ 409, köpt 2014 av Green Cargo. Fotograferat i Krylbo.

Stockholms Kultursällskap för Ånga och Järnväg, SKÅJ, är en ideell förening som bildades 1981 i Stockholm för att åskådliggöra övergången från ångdrift till eldrift.
Föreningen håller till i Hagalund (strax norr om Stockholm), Sala och Krylbo samt har ett 80-tal fordon. Bland dessa finns ett antal fullt körbara.